# اسکار کوردوبا
اسکار کوردوبا (اسپانیایی: Óscar Córdoba‎؛ زادهٔ ۳ فوریهٔ ۱۹۷۰) یک بازیکن فوتبال اهل کلمبیا است.

## باشگاهی
از باشگاه‌هایی که در آن بازی کرده‌است می‌توان به بوکا جونیورز، بشیکتاش، باشگاه فوتبال اتلتیکو ناسیونال، آنتالیااسپور، پروجا، باشگاه ورزشی دیپورتیوو کالی اشاره کرد.

## تیم ملی
وی همچنین در تیم ملی فوتبال کلمبیا بازی کرده است.